# Mohoidae
Mohoidae je čeleď vyhynulých ptáků, jediná celá novodobě vyhynulá ptačí čeleď. Divergovala se na dva rody Moho ('ō 'ō) a Chaetoptila (kioea), jež byly historicky řazeny mezi kystráčkovité (Meliphagidae), nicméně roku 2008 pro ně byla vytyčena vlastní čeleď. Čeleď zahrnuje pět druhů, které žily endemitně na Havajských ostrovech.
Molekulárně-fylogenetická studie z roku 2008 odhalila, že čeleď Mohoidae s kystráčkovitými není příbuzná, naopak vyšla příbuznost s brkoslavovitými (Bombycillidae), palmovníkovitými (Ptiliogonatidae) či brkoslavcovitými (Dulidae), spoluutvářejících nyní klasifikovaný taxon Bombycilloidea. Od společného předka čeleď dle odhadů divergovala po osídlení Havaje před 14 až 17 miliony lety. Vztah s uvedenými ptáky také naznačuje, že jsou zástupci čeledi Mohoidae holarktického či neotropického původu a nepocházejí z jižního Pacifiku.
Podobně jako kystráčkovití se nicméně zástupci této čeledi živili nektarem a díky konvergentnímu vývoji měli dlouhý, zakřivený zobák, dlouhý jazyk, pomocí něhož vybírali nektar z květů, a silné končetiny, pomocí nichž se drželi pří sbírání potravy.

## Druhy
- Chaetoptila P. L. Sclater, 1871
  - Chaetoptila angustipluma Peale, 1848 – moho pruhobřichý
- Moho Lesson, 1830
  - Moho apicalis Gould, 1860 – moho žlutoboký
  - Moho bishopi (Rothschild, 1893) – moho molokaiský
  - Moho braccatus Cassin, 1855 – moho hnědý
  - Moho nobilis (Merrem, 1786) – moho ozdobný